# Kimjongilia
Cultivar
Classification phylogénétique
Begonia × tuberhybrida 'Kimjongilhwa' ou Kimjongilia, dont le nom fait référence au dirigeant nord-coréen Kim Jong-il, est un cultivar de bégonia tubéreux à fleurs rouges, créé par l'horticulteur japonais Kamo Mototeru en février 1988, à l'occasion du quarante-sixième anniversaire du dirigeant Kim Jong-il.
Selon l'agence officielle nord-coréenne KCNA, le Kimjongilia est cultivé dans plus d'une soixantaine de pays, dont le Viêt Nam, la Syrie, Singapour, Cuba, l'Autriche, la Suède et les États-Unis
Depuis 1997, des expositions de Kimjongilia se tiennent à Pyongyang lors des cérémonies marquant l'anniversaire du dirigeant Kim Jong-il, le 16 février. 
Le Kimjongilia a reçu un prix spécial et une médaille d’or à la 12e exposition florale de Bratislava, en Slovaquie et le grand prix et le certificat à l’exposition internationale horticole de Kunning en 1999, en Chine. La fleur a aussi remporté le 1er prix à l’exposition récente du bégonia qui s'est tenue à San Diego, en Californie (États-Unis).
En 2004, la société internationale des sciences horticoles (SISH) a formellement enregistré Kimjongilia comme une nouvelle variété de bégonia, sous le nom de Begonia ×tuberhybrida Voss 'Kimjongilhwa'. 
Un musée consacré aux Kimjongilia existe en Corée du Nord.